# Aksu Deresi
El arroyo Aksu es uno de los principales arroyos de la provincia de Giresun, localizado en la Región del Mar Negro oriental, en Turquía. 

## Descripción
El Aksu Deresi nace en Karagöl, una zona de tierras altas rurales ubicadas muy cerca de los límites provinciales de las provincias de Giresun, Ordu y Sivas. Karagöl es una cadena de montañas que forma parte de los montes Giresun, en el sur del distrito de Dereli de la provincia de Giresun, y su cumbre alcanza 3107 m s. n. m.. Hay un lago en un cráter en su cumbre, a 3107 m. El arroyo Aksu fluye aguas abajo hasta alcanzar el mar Negro, pasando por las localidades de Kızıltaş, Sarıyakup, Pınarlar y Güdül. Su desembocadura se encuentra cerca de la parte oriental de la ciudad de Giresun. Tiene 60 km de largo.

## Pueblo de Aksu
Aksu es también el nombre de un pequeño pueblo (köy en turco), ubicada en la cuenca superior de Aksu Deresi en el distrito de Dereli de la provincia de Giresun.
Aksu Şenliği (Festival de Aksu) es un festival anual dedicado al arte y la cultura que está organizado por el municipio de Giresun y que tiene lugar entre el 20 y el 23 de mayo. Este acontecimiento se celebra en la boca del Aksu Deresi en el este cel centro de la ciudad de Giresun. Hasta el año 1977 se celebró como una convivencia a nivel provincial con el nombre de "Mayıs Yedisi (7 de mayo)". El nombre de "Mayıs Yedisi" fue reemplazado por el de Aksu Festivali (Festival de Aksu) en 1992, y se celebró como un festival a nivel nacional. Para atraer a visitantes extranjeros, el nombre se cambió de nuevo al de "Uluslararası Karadeniz Giresun Aksu Festivali" (Festival internacional del mar Negro Giresun-Aksu). Desde 1992, se organiza como un acontecimiento regional e internacional, con contribuciones de los países del mar Negro: Azerbaiyán, Georgia, Ucrania y Rusia.